# Eleições autárquicas portuguesas de 1989 no distrito de Setúbal
| Eleições autárquicas portuguesas de 1989 Distritos: Aveiro \| Beja \| Braga \| Bragança \| Castelo Branco \| Coimbra \| Évora \| Faro \| Guarda \| Leiria \| Lisboa \| Portalegre \| Porto \| Santarém \| Setúbal \| Viana do Castelo \| Vila Real \| Viseu \| Açores \| Madeira |

## Resultados por concelho
Os resultados nos concelhos do distrito de Setúbal foram os seguintes:

### Alcácer do Sal
| Partido                 | Partido                        | Votos  | %               | +/-  | Vereadores | +/-     |
| ----------------------- | ------------------------------ | ------ | --------------- | ---- | ---------- | ------- |
|                         | Coligação Democrática Unitária | 3 657  | 49,78 / 100,00  | 9,24 | 4 / 7      | 1       |
|                         | Partido Socialista             | 1 994  | 27,14 / 100,00  | 6,59 | 2 / 7      | Estável |
|                         | Partido Social Democrata       | 1 179  | 16,05 / 100,00  | -    | 1 / 7      | -       |
|                         | União Democrática Popular      | 193    | 2,63 / 100,00   | 1,01 | 0 / 7      | Estável |
| Votos Inválidos         | Votos Inválidos                | 323    | 4,39 / 100,00   | 0,79 |            |         |
| Total                   | Total                          | 7 346  | 100,00 / 100,00 |      | 7 / 7      |         |
| Eleitorado/Participação | Eleitorado/Participação        | 13 416 | 54,76 / 100,00  | 8,92 |            |         |

### Alcochete
| Partido                 | Partido                        | Votos | %               | +/-   | Vereadores | +/-     |
| ----------------------- | ------------------------------ | ----- | --------------- | ----- | ---------- | ------- |
|                         | Coligação Democrática Unitária | 2 848 | 47,47 / 100,00  | 10,42 | 3 / 5      | Estável |
|                         | Partido Socialista             | 2 153 | 35,88 / 100,00  | 0,87  | 2 / 5      | Estável |
|                         | Partido Social Democrata       | 826   | 13,77 / 100,00  | -     | 0 / 5      | -       |
| Votos Inválidos         | Votos Inválidos                | 173   | 2,88 / 100,00   | 0,02  |            |         |
| Total                   | Total                          | 6 000 | 100,00 / 100,00 |       | 5 / 5      |         |
| Eleitorado/Participação | Eleitorado/Participação        | 8 890 | 67,49 / 100,00  | 1,01  |            |         |

### Almada
| Partido                 | Partido                           | Votos   | %               | +/-   | Vereadores | +/-     |
| ----------------------- | --------------------------------- | ------- | --------------- | ----- | ---------- | ------- |
|                         | Coligação Democrática Unitária    | 27 282  | 39,07 / 100,00  | 10,45 | 5 / 11     | 1       |
|                         | Partido Socialista                | 23 064  | 33,03 / 100,00  | -     | 4 / 11     | -       |
|                         | Partido Social Democrata          | 14 977  | 21,45 / 100,00  | 12,77 | 2 / 11     | 2       |
|                         | Centro Democrático Social         | 1 222   | 1,75 / 100,00   | -     | 0 / 11     | -       |
|                         | PCTP/MRPP                         | 884     | 1,27 / 100,00   | 0,73  | 0 / 11     | Estável |
|                         | Frente da Esquerda Revolucionária | 185     | 0,26 / 100,00   | Novo  | 0 / 11     | Novo    |
| Votos Inválidos         | Votos Inválidos                   | 2 219   | 3,18 / 100,00   | 0,41  |            |         |
| Total                   | Total                             | 69 833  | 100,00 / 100,00 |       | 11 / 11    |         |
| Eleitorado/Participação | Eleitorado/Participação           | 130 803 | 53,39 / 100,00  | 8,29  |            |         |

### Barreiro
| Partido                 | Partido                        | Votos  | %               | +/-   | Vereadores | +/-     |
| ----------------------- | ------------------------------ | ------ | --------------- | ----- | ---------- | ------- |
|                         | Coligação Democrática Unitária | 18 559 | 47,31 / 100,00  | 10,68 | 5 / 9      | 1       |
|                         | Partido Socialista             | 9 454  | 24,10 / 100,00  | 11,19 | 2 / 9      | 1       |
|                         | Partido Social Democrata       | 7 182  | 18,31 / 100,00  | 3,31  | 2 / 9      | 1       |
|                         | Partido Renovador Democrático  | 1 719  | 4,38 / 100,00   | 6,13  | 0 / 9      | 1       |
|                         | PCTP/MRPP                      | 897    | 2,29 / 100,00   | 1,05  | 0 / 9      | Estável |
| Votos Inválidos         | Votos Inválidos                | 1 417  | 3,62 / 100,00   | 1,79  |            |         |
| Total                   | Total                          | 39 228 | 100,00 / 100,00 |       | 9 / 9      |         |
| Eleitorado/Participação | Eleitorado/Participação        | 71 286 | 55,03 / 100,00  | 9,38  |            |         |

### Grândola
| Partido                 | Partido                        | Votos  | %               | +/-   | Vereadores | +/-     |
| ----------------------- | ------------------------------ | ------ | --------------- | ----- | ---------- | ------- |
|                         | Coligação Democrática Unitária | 4 743  | 57,37 / 100,00  | 10,06 | 5 / 7      | Estável |
|                         | Partido Socialista             | 1 778  | 21,50 / 100,00  | 7,12  | 1 / 7      | 1       |
|                         | Partido Social Democrata       | 1 433  | 17,33 / 100,00  | -     | 1 / 7      | -       |
| Votos Inválidos         | Votos Inválidos                | 314    | 3,80 / 100,00   | 0,15  |            |         |
| Total                   | Total                          | 8 268  | 100,00 / 100,00 |       | 7 / 7      |         |
| Eleitorado/Participação | Eleitorado/Participação        | 13 397 | 61,72 / 100,00  | 8,95  |            |         |

### Moita
| Partido                 | Partido                        | Votos  | %               | +/-   | Vereadores | +/-     |
| ----------------------- | ------------------------------ | ------ | --------------- | ----- | ---------- | ------- |
|                         | Coligação Democrática Unitária | 12 669 | 53,76 / 100,00  | 7,50  | 4 / 7      | 1       |
|                         | Partido Socialista             | 5 426  | 23,02 / 100,00  | 4,67  | 2 / 7      | 1       |
|                         | Partido Social Democrata       | 3 884  | 16,48 / 100,00  | -     | 1 / 7      | -       |
|                         | PCTP/MRPP                      | 632    | 2,68 / 100,00   | 1,71  | 0 / 7      | Estável |
| Votos Inválidos         | Votos Inválidos                | 957    | 4,06 / 100,00   | 1,36  |            |         |
| Total                   | Total                          | 23 568 | 100,00 / 100,00 |       | 7 / 7      |         |
| Eleitorado/Participação | Eleitorado/Participação        | 48 258 | 48,84 / 100,00  | 11,72 |            |         |

### Montijo
| Partido                 | Partido                         | Votos  | %               | +/-   | Vereadores | +/-     |
| ----------------------- | ------------------------------- | ------ | --------------- | ----- | ---------- | ------- |
|                         | Coligação Democrática Unitária  | 6 281  | 35,88 / 100,00  | 10,72 | 3 / 7      | Estável |
|                         | Partido Social Democrata        | 5 107  | 29,17 / 100,00  | -     | 2 / 7      | -       |
|                         | Partido Socialista              | 4 078  | 23,29 / 100,00  | 25,41 | 2 / 7      | 2       |
|                         | Movimento Democrático Português | 1 358  | 7,76 / 100,00   | Novo  | 0 / 7      | Novo    |
| Votos Inválidos         | Votos Inválidos                 | 684    | 3,91 / 100,00   | 1,40  |            |         |
| Total                   | Total                           | 17 508 | 100,00 / 100,00 |       | 7 / 7      |         |
| Eleitorado/Participação | Eleitorado/Participação         | 32 309 | 54,19 / 100,00  | 9,80  |            |         |

### Palmela
| Partido                 | Partido                        | Votos  | %               | +/-   | Vereadores | +/-     |
| ----------------------- | ------------------------------ | ------ | --------------- | ----- | ---------- | ------- |
|                         | Coligação Democrática Unitária | 7 347  | 45,74 / 100,00  | 7,61  | 4 / 7      | Estável |
|                         | Partido Socialista             | 4 054  | 25,24 / 100,00  | 12,52 | 2 / 7      | 1       |
|                         | Partido Social Democrata       | 3 262  | 20,31 / 100,00  | 3,81  | 1 / 7      | Estável |
|                         | Partido Renovador Democrático  | 678    | 4,22 / 100,00   | 9,95  | 0 / 7      | 1       |
| Votos Inválidos         | Votos Inválidos                | 722    | 4,50 / 100,00   | 2,09  |            |         |
| Total                   | Total                          | 16 063 | 100,00 / 100,00 |       | 7 / 7      |         |
| Eleitorado/Participação | Eleitorado/Participação        | 33 691 | 47,68 / 100,00  | 7,83  |            |         |

### Santiago do Cacém
| Partido                 | Partido                        | Votos  | %               | +/-  | Vereadores | +/-     |
| ----------------------- | ------------------------------ | ------ | --------------- | ---- | ---------- | ------- |
|                         | Coligação Democrática Unitária | 7 739  | 49,96 / 100,00  | 9,24 | 4 / 7      | Estável |
|                         | Partido Socialista             | 3 539  | 22,85 / 100,00  | 6,59 | 2 / 7      | 1       |
|                         | Partido Social Democrata       | 3 046  | 19,66 / 100,00  | -    | 1 / 7      | -       |
|                         | Centro Democrático Social      | 669    | 4,32 / 100,00   | -    | 0 / 7      | -       |
| Votos Inválidos         | Votos Inválidos                | 497    | 3,21 / 100,00   | 0,09 |            |         |
| Total                   | Total                          | 15 490 | 100,00 / 100,00 |      | 7 / 7      |         |
| Eleitorado/Participação | Eleitorado/Participação        | 26 139 | 59,26 / 100,00  | 8,45 |            |         |

### Seixal
| Partido                 | Partido                        | Votos  | %               | +/-   | Vereadores | +/-     |
| ----------------------- | ------------------------------ | ------ | --------------- | ----- | ---------- | ------- |
|                         | Coligação Democrática Unitária | 21 953 | 54,94 / 100,00  | 6,20  | 5 / 9      | 1       |
|                         | Partido Socialista             | 7 646  | 19,13 / 100,00  | 13,91 | 2 / 9      | 1       |
|                         | Partido Social Democrata       | 7 537  | 18,86 / 100,00  | -     | 2 / 9      | -       |
|                         | PCTP/MRPP                      | 924    | 2,31 / 100,00   | 1,66  | 0 / 9      | Estável |
|                         | União Democrática Popular      | 571    | 1,43 / 100,00   | -     | 0 / 9      | -       |
| Votos Inválidos         | Votos Inválidos                | 1 328  | 3,33 / 100,00   | 1,84  |            |         |
| Total                   | Total                          | 39 959 | 100,00 / 100,00 |       | 9 / 9      |         |
| Eleitorado/Participação | Eleitorado/Participação        | 80 872 | 49,41 / 100,00  | 10,46 |            |         |

### Sesimbra
| Partido                 | Partido                         | Votos  | %               | +/-   | Vereadores | +/-     |
| ----------------------- | ------------------------------- | ------ | --------------- | ----- | ---------- | ------- |
|                         | Coligação Democrática Unitária  | 6 283  | 45,08 / 100,00  | 9,86  | 4 / 7      | Estável |
|                         | Partido Socialista              | 3 792  | 27,21 / 100,00  | 13,94 | 2 / 7      | 1       |
|                         | Partido Social Democrata        | 2 230  | 16,00 / 100,00  | -     | 1 / 7      | -       |
|                         | Movimento Democrático Português | 1 173  | 8,42 / 100,00   | Novo  | 0 / 7      | Novo    |
| Votos Inválidos         | Votos Inválidos                 | 460    | 3,30 / 100,00   | 0,61  |            |         |
| Total                   | Total                           | 13 938 | 100,00 / 100,00 |       | 7 / 7      |         |
| Eleitorado/Participação | Eleitorado/Participação         | 21 651 | 64,38 / 100,00  | 6,28  |            |         |

### Setúbal
| Partido                 | Partido                 | Votos  | %               | +/-   | Vereadores | +/-     |
| ----------------------- | ----------------------- | ------ | --------------- | ----- | ---------- | ------- |
|                         | Partido Socialista      | 22 018 | 48,94 / 100,00  | 6,81  | 5 / 9      | 1       |
|                         | PCP-PEV-PRD             | 13 943 | 30,99 / 100,00  | Novo  | 3 / 9      | Novo    |
|                         | PSD-CDS-PPM             | 1 179  | 14,52 / 100,00  | Novo  | 1 / 9      | Novo    |
|                         | PCTP/MRPP               | 193    | 2,47 / 100,00   | 2,05  | 0 / 9      | Estável |
| Votos Inválidos         | Votos Inválidos         | 1 391  | 3,09 / 100,00   | 0,76  |            |         |
| Total                   | Total                   | 44 994 | 100,00 / 100,00 |       | 9 / 9      |         |
| Eleitorado/Participação | Eleitorado/Participação | 84 146 | 53,47 / 100,00  | 10,72 |            |         |

### Sines
| Partido                 | Partido                        | Votos  | %               | +/-  | Vereadores | +/-     |
| ----------------------- | ------------------------------ | ------ | --------------- | ---- | ---------- | ------- |
|                         | Coligação Democrática Unitária | 3 455  | 60,32 / 100,00  | 3,88 | 5 / 7      | 1       |
|                         | Partido Social Democrata       | 1 009  | 17,62 / 100,00  | 0,85 | 1 / 7      | Estável |
|                         | Partido Socialista             | 836    | 14,59 / 100,00  | 1,01 | 1 / 7      | 1       |
|                         | Centro Democrático Social      | 246    | 4,29 / 100,00   | -    | 0 / 7      | -       |
| Votos Inválidos         | Votos Inválidos                | 182    | 3,18 / 100,00   | 0,70 |            |         |
| Total                   | Total                          | 5 728  | 100,00 / 100,00 |      | 7 / 7      | 2       |
| Eleitorado/Participação | Eleitorado/Participação        | 10 092 | 56,76 / 100,00  | 7,99 |            |         |